# Quercus acuta
Quercus acuta är en bokväxtart som beskrevs av Carl Peter Thunberg. Quercus acuta ingår i släktet ekar och familjen bokväxter. Inga underarter finns listade.
Arten förekommer i Japan, Taiwan och på flera mindre öar i regionen som även tillhör Sydkorea och Kina. Kanske växer denna ek även på fastlandet av dessa två stater. Quercus acuta bildar skogar tillsammans med andra träd.
För beståndet är inga hot kända och hela populationen anses vara stor. Quercus acuta listas av IUCN som livskraftig (LC).

## Bildgalleri

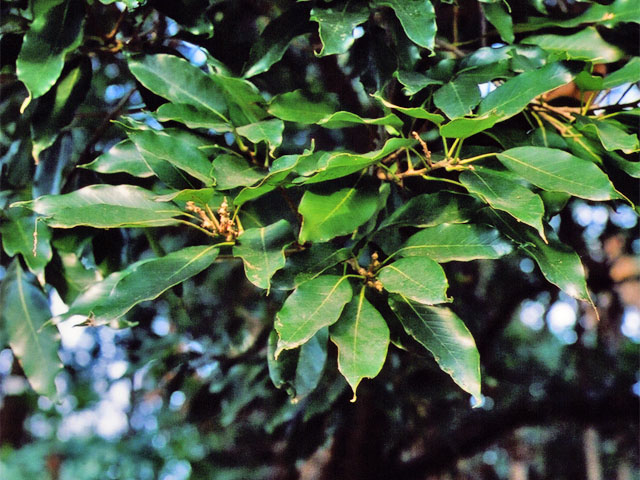
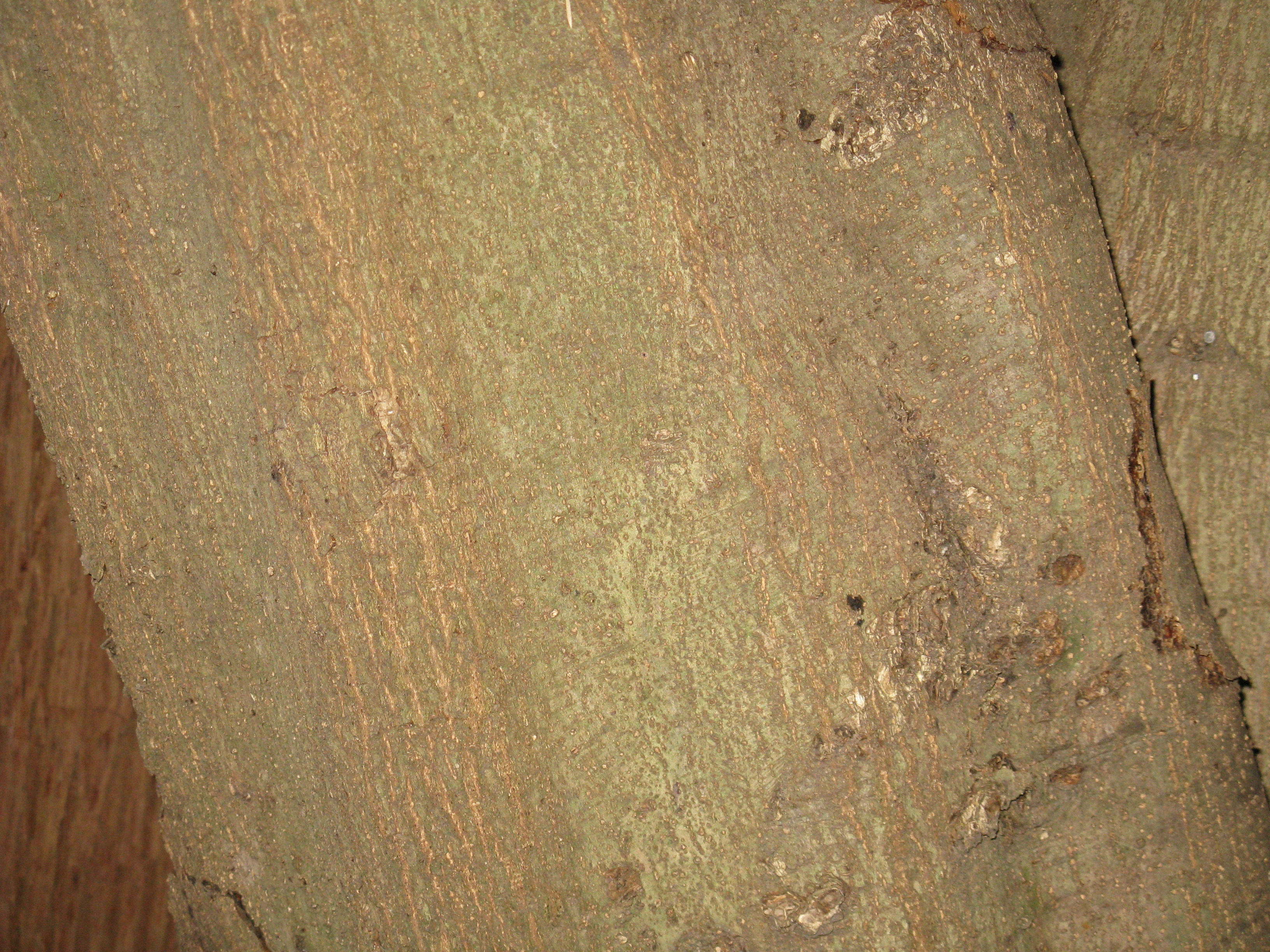
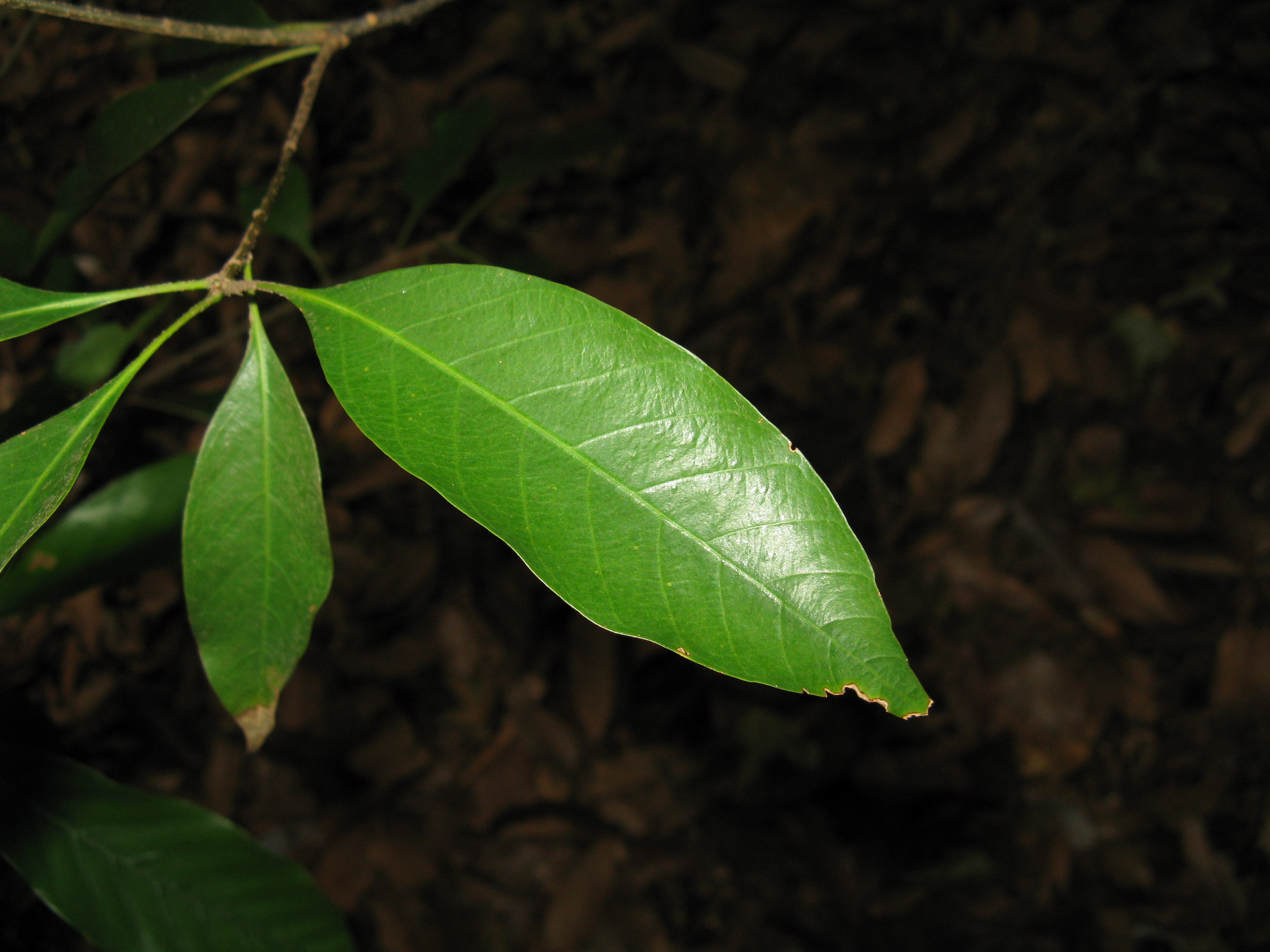
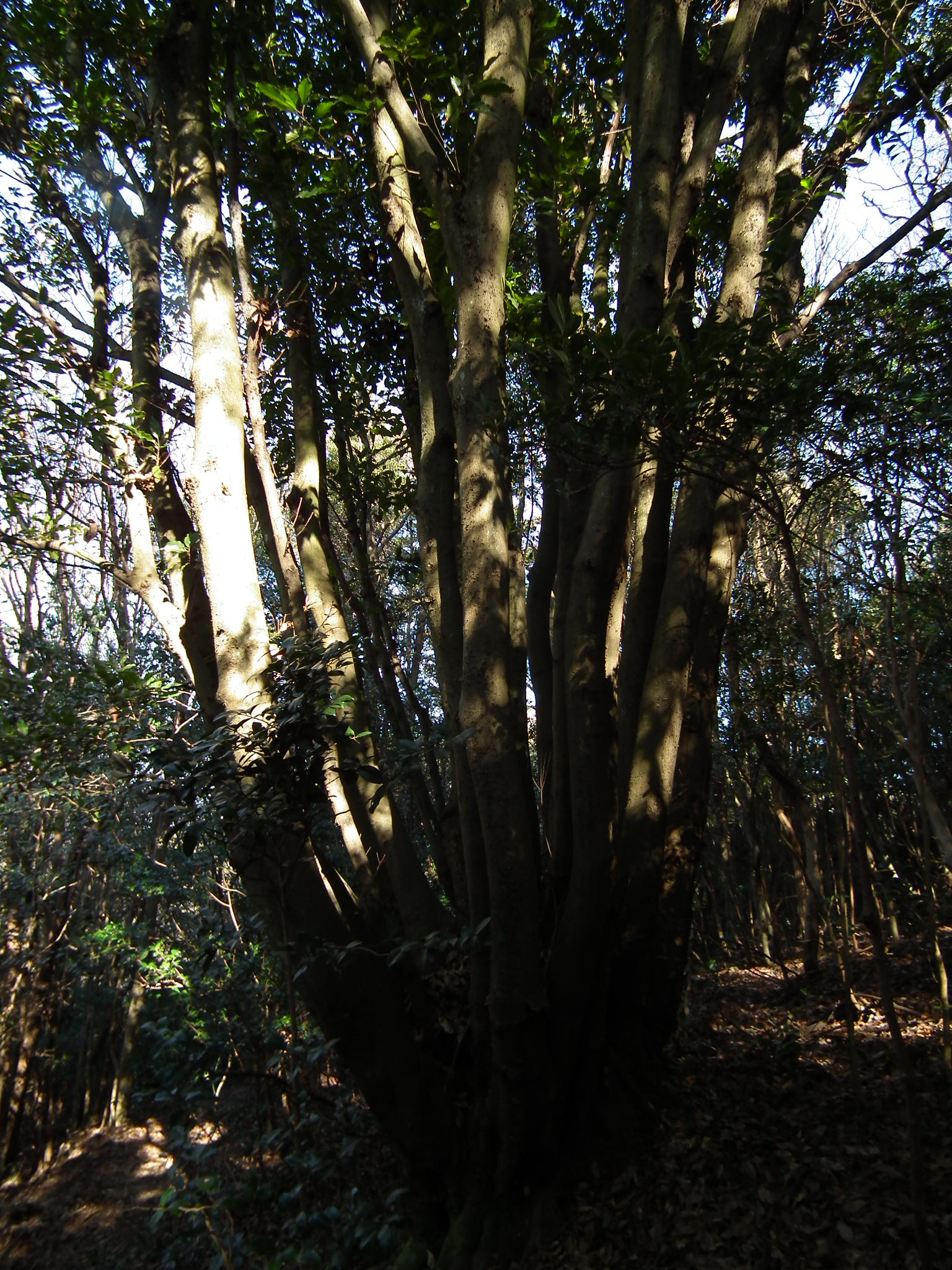
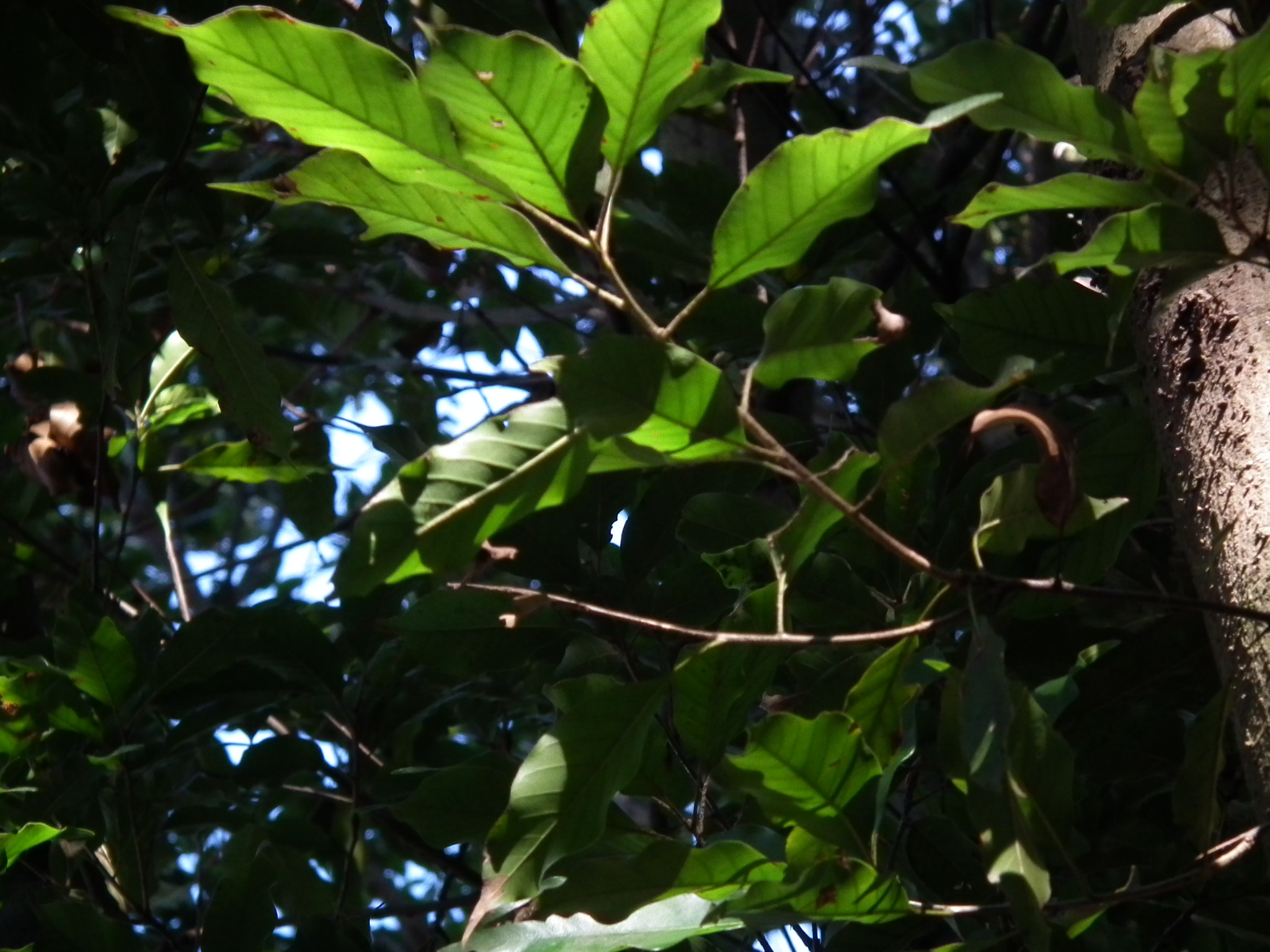